# Дерунов, Владимир Иванович
Влади́мир Ива́нович Деруно́в (3 июля 1908, Кочерово, Ярославская губерния — 1979, Москва) — скульптор, педагог, доцент, член Союза художников СССР.

## Биография
Владимир Иванович Дерунов родился 3 июля 1908 года в деревне Кочерово Ярославской губернии. В 1936 году окончил Всероссийскую Академию художеств. Был учеником скульптора А. Т. Матвеева. Первая выставка с участием Дерунова состоялась в том же году в Ленинграде. В 1930-е годы участвовал в создании многофигурного рельефа над входом нового корпуса РГБ им. В. И. Ленина. С 1946 года преподавал станковую скульптуру в Московском институте прикладного и декоративного искусства и в ЛВХПУ имени В. И. Мухиной.
В. И. Дерунов учил своих студентов работать и думать о скульптуре с утра до вечера. Ученики В. И. Дерунова отмечали его отцовское отношение к студентам. В. И. Дерунов является также автором таких работ, как памятник Т. Г. Шевченко в Тирасполе, памятник Карлу Марксу в г. Вязьма, павильон № 15 «Радиоэлектроника» на ВВЦ в г. Москве. Являлся двоюродным братом отца известного балетмейстера Михаила Барышникова. В. И. Дерунову было присвоено звание художника-скульптора. Был женат на дочери Артура Артузова Норе Артуровне Фраучи. Имел двух сыновей внука Фёдора и внучку Марию. Ушёл из жизни в 1979 году.

## Монументальные работы
- 1937 — «Индустрия», РГБ им. Ленина (рельефы, цемент)
- 1938 — «Свинарка», ВДНХ (цемент)
- 1939 — памятник Карлу Марксу в городе Комсомольск-на-Амуре (мрамор)
- 1948 — «Пионерские дела», Дворец пионеров в Донецке (рельефы, цемент)
- 1949—1950 — «Оборона Царицына» и «Оборона Сталинграда», рельефы для фасада павильона № 15 ВДНХ (рельефы, цемент)
- 1951 — «Рабочий», «Колхозница» и «Солдат», фасад Брянского областного драматического театра (цемент)
- 1952 — «Девушка с веслом», стадион в г. Горьком (цемент)
- 1960 — памятник Герою Советского Союза летчику А. К. Горовцу в Белгороде (бронза)
- 1953 — «Колхозница» для советского павильона на выставке в Пекине (цемент)
- 1965 — памятник В. И. Ленину в БашАССР (чугун)
- 1967 — памятник В. И. Ленину, колхоз «Заря», Ростовская область (гранит)
- 1967 — памятник И. В. Мичурину в Мичуринске (мрамор)
- 1969 — памятник В. И. Ленину в пос. Селенгинск, БурятАССР (гранит)
- 1970 — памятник В. В. Куйбышеву, колхоз им. В. В. Куйбышева, ТаджССР (гранит)

## Известные ученики
- Соков, Леонид Петрович
- Щербаков, Салават Александрович
- Островская, Марина Григорьевна
- Пологова, Аделаида Германовна
- Садыков, Тургунбай Садыкович
- Шаховской, Дмитрий Михайлович
- Франгулян, Георгий Вартанович
- Сковородин, Михаил Лазаревич
- Асерьянц, Светлана Ильинична
- Житкова, Марта Дмитриевна